# Magnús Pálsson (Künstler)
Magnús Pálsson (* 1929 in Austurland) ist ein isländischer Konzeptkünstler. Magnús Pálsson ist einer der renommiertesten isländischen Avantgarde-Künstler.

## Leben und Werk
Magnús Pálsson wurde 1929 im Osten von Island geboren. Er studierte Bühnenbild und Kunst in den frühen 1950er Jahren. Als einer der ersten bildenden Künstler suchte er in den frühen 80ern Kontakt zu den gerade aufkommenden Musikern des isländischen Punk- und der experimentellen Musik. Er gehört der Fluxusbewegung an und leistete einen Beitrag zur Konkreten Poesie. Magnús Pálsson stellte Verbindungen von bildender Kunst zum Theater, Hörspiel und Film her. Mit dreidimensionalen Werken, als Lautpoet und als Performance-Künstler machte er sich einen Namen. Er ist einer der einflussreichsten Kunstprofessoren Islands.

„When the feeling of friendship between people disappears from art, something is lost ... All the same, we cannot rule out that there are people who isolate themselves, who can't or don't want to take part in this kind of collaboration of giving and taking ideas and creative inspiration. The best of them, however, are of course very generous, because if they create their works in isolation, they give them out very generously. But artists are too stingy with comments and praise of each other's work.“

Als Bildhauer arbeitete Magnús Pálsson seit den späten 60er Jahren, Anfang der 70er Jahre bevorzugt mit Gips, um Unsichtbares sichtbar zu machen. Er konzentrierte sich auf „unmöglich Themen“, wie den Gipsabdruck des leeren Raumes zwischen den Dingen. Die Idee der Gegensätze einer positiven und einer negativen Realität lag dem Konzept zugrunde, er setzte Phänomene mit einem positiven Wert in Bezug zu anderen Phänomenen und ihrer Umgebung mit einem negativen Wert. Als Bildhauer formt er negative Räume ab und lässt vergängliche Momente in Gips erstarren.

„Artists are doing the impossible all the time, creating things of great value without having any resources. I can say that I have created valuable things, maybe, for no money at all. I think that's the genius of the artist.“

1977 war Magnús Pálsson Teilnehmer der documenta 6 in Kassel. 1980 repräsentierte Magnús Pálsson Island auf der 37. Biennale von Venedig. Mit Bjørn Nørgaard und Per Kirkeby stellte er im dänischen Pavillon aus. The seconds before the Sikorsky helicopter lands von 1976 wurde auf der Wiese vor dem dänischen Pavillon gezeigt. Der leere Raum zwischen der Landevorrichtung, dem fixen, dreibeinigen Fahrwerk eines Sikorsky Hubschraubers und dem Landeplatz, Sekunden vor der Landung, wurde zum Kunstwerk.
Nach und nach zog sich Magnús Pálsson aus der Arbeit mit Gips zurück und widmete sich dem Klang, der Aktion und der Performance.
1994 fand im Reykjavík Art Museum eine Retrospektive statt. Der zur Ausstellung erschienene Katalog bietet einen Überblick über das Gesamtwerk Magnús Pálssons.
Magnús Pálsson lebt in Helgafell í Mosfellssveit.

## Performance
„The artist saw how absurd it was that a person made of marble was perceived as a sculpture but a person of flesh and blood wasn’t. And maintained: I am a sculpture. When I move I am a mobile sculpture, when I make a sound I am a sound sculpture.“

- Burst Eardrum, Left Side wurde 1991 im Isländischen Nationaltheater uraufgeführt.
- Cross wurde 1996 in Dänemark auf dem Roskilde-Festival gezeigt.
- Threefold Magic, Giantfriendly diese Performance setzt sich damit auseinander, dass sich Dinge außerhalb unseres Wahrnehmungsfeldes ereignen. Die Premiere fand 2000 statt.
- Dreams 2008 in der Galerie Crystal Ball Berlin (mit Rod Summers und Tom Winter)[4]

## Zusammenarbeit mit Dieter Roth
- 1961: Gründung des Möbelhauses Kùlan in Reykjavík zusammen mit Dieter Roth und Manfred Vilhjalmsson und „modellbau (mit Dieter Roth)“.
- 1978: Gründung des Living Art Museum (Nýló) mit Dieter Roth. Inspiriert durch die Fluxusbewegung bot dieses Museum eine Alternative zum klassischen Kunstmuseum.[5]